# Coppa Mitropa 1979-1980
La Coppa Mitropa 1979-1980 fu la trentottesima edizione del torneo e venne vinta dagli italiani dell'Udinese, al primo titolo nella competizione.
Da questa edizione la Coppa divenne una specie di Coppa dei Campioni di Serie B. Parteciparono da quest'edizione in poi le squadre che avevano vinto l'anno precedente i campionati di calcio di secondo livello di quattro nazioni europee (Cecoslovacchia, Italia, Jugoslavia e Ungheria).

## Partecipanti
| Nazione                   | Squadra          | Campionato                                                  | Note |
| ------------------------- | ---------------- | ----------------------------------------------------------- | ---- |
| Cecoslovacchia (bandiera) | Rudá Hvězda Cheb | 1º campionato di Cecoslovacchia 2. liga gruppo A 1978-79    |      |
| Italia (bandiera)         | Udinese          | 1º campionato d'Italia serie B 1978-79                      |      |
| Jugoslavia (bandiera)     | Čelik Zenica     | 1º campionato di Jugoslavia Druga Liga Girone Ovest 1978-79 |      |
| Ungheria (bandiera)       | Debreceni VSC    | 1º campionato d'Ungheria Nemzeti Bajnokság II 1978-79       |      |

## Torneo

### Risultati

Claudio Vagheggi, con la maglia dell'Udinese, rincorre il pallone, nell'incontro del 3 ottobre 1979, contro gli jugoslavi del Čelik Zenica. I friulani si aggiudicheranno la manifestazione.

Prima giornata
Gare giocate il 19 settembre
| Squadra 1    | Risultato | Squadra 2        |
| ------------ | --------- | ---------------- |
| Udinese      | 3 - 2     | Rudá Hvězda Cheb |
| Čelik Zenica | 2 - 0     | Debreceni VSC    |

Seconda giornata
Gare giocate il 3 ottobre
| Squadra 1        | Risultato | Squadra 2     |
| ---------------- | --------- | ------------- |
| Rudá Hvězda Cheb | 2 - 1     | Debreceni VSC |
| Udinese          | 0 - 0     | Čelik Zenica  |

Terza giornata
Gare giocate il 24 ottobre
| Squadra 1     | Risultato | Squadra 2        |
| ------------- | --------- | ---------------- |
| Debreceni VSC | 0 - 0     | Udinese          |
| Čelik Zenica  | 3 - 1     | Rudá Hvězda Cheb |

Quarta giornata
Gare giocate il 7 novembre
| Squadra 1        | Risultato | Squadra 2    |
| ---------------- | --------- | ------------ |
| Rudá Hvězda Cheb | 2 - 0     | Udinese      |
| Debreceni VSC    | 0 - 0     | Čelik Zenica |

Quinta giornata
Gare giocate il 19 marzo
| Squadra 1     | Risultato | Squadra 2        |
| ------------- | --------- | ---------------- |
| Čelik Zenica  | 2 - 3     | Udinese          |
| Debreceni VSC | 2 - 1     | Rudá Hvězda Cheb |

Sesta giornata
Gare giocate il 9 aprile
| Squadra 1        | Risultato | Squadra 2     |
| ---------------- | --------- | ------------- |
| Udinese          | 2 - 0     | Debreceni VSC |
| Rudá Hvězda Cheb | 2 - 1     | Čelik Zenica  |

### Classifica finale
| Squadra          | P.ti | G | V | P | S | GF | GS | DR |
| ---------------- | ---- | - | - | - | - | -- | -- | -- |
| Udinese          | 8    | 6 | 3 | 2 | 1 | 8  | 6  | +2 |
| Čelik Zenica     | 6    | 6 | 2 | 2 | 2 | 8  | 6  | +2 |
| Rudá Hvězda Cheb | 6    | 6 | 3 | 0 | 3 | 10 | 10 | 0  |
| Debreceni VSC    | 4    | 6 | 1 | 2 | 3 | 3  | 7  | -4 |

## Classifica marcatori
|  | Gol | Marcatore      | Squadra |
|  | --- | -------------- | ------- |
|  | 4   | Nerio Ulivieri | Udinese |